# دانشگاه علوم کشاورزی و منابع طبیعی گرگان
دانشگاه علوم کشاورزی و منابع طبیعی گرگان یکی از دانشگاه‌های دولتی ایران در استان گلستان و تحت پوشش وزارت علوم، تحقیقات و فناوری است. این دانشگاه دارای ۹ دانشکده «شیلات و محیط زیست»، «مرتع و آبخیزداری»، «علوم جنگل»، «مهندسی چوب و کاغذ»، «صنایع غذایی»، «علوم دامی»، «تولید گیاهیِ»، «مهندسی آب و خاک» و «مدیریت کشاورزی» و یک پژوهشکده است. این دانشگاه پس از پردیس کشاورزی و منابع طبیعی دانشگاه تهران دومین دانشگاه تخصصی کشاورزی و منابع طبیعی در ایران است. در حال حاضر در این دانشگاه ۱۴۷ رشته تحصیلی شامل ۴۲ رشته در مقطع کارشناسی، ۴۵ رشته کارشناسی ارشد و ۶۰ رشته دکترای تخصصی دایر است.
«سازمان مرکزی» این دانشگاه، با شماره ۳۱۵۱۶ جز آثار غیرمنقول فرهنگی – تاریخی در فهرست آثار ملی کشور به ثبت رسیده است.
این دانشگاه در سال ۱۳۹۴ کار احداث یک مجتمع بزرگ آزمایشگاهی پژوهش‌های کشاورزی در فضایی به وسعت ۶۰۰۰ متر مربع را آغاز کرده است که پیش‌بینی می‌شود در سال ۱۴۰۵ به بهره‌برداری برسد.

## تاریخچه
با گشایش «آموزشگاه عالی جنگل و مرتع» در مهر ۱۳۳۶ توسط وزیر کشاورزی وقت در گرگان، این دانشگاه پی‌ریزی شد. آموزشگاه عالی جنگل و مرتع در سال ۱۳۵۵ به «مدرسه عالی منابع طبیعی» تبدیل شد. در سال ۱۳۵۸ با موافقت وزارت کشاورزی و وزارت علوم، مدرسه عالی تحت پوشش وزارت علوم رفت و زیرمجموعه دانشگاه مازندران به عنوان «دانشکده منابع طبیعی» شد. این دانشکده پس از انقلاب فرهنگی و در سال ۱۳۶۷ از دانشگاه مازندران جدا شد. این مجتمع دانشگاهی در سال ۱۳۷۱ به عنوان دانشگاه تخصصی کشاورزی و منابع طبیعی در ایران به دانشگاه علوم کشاورزی و منابع طبیعی تبدیل شد، و فعالیت نخستین دانشگاه تخصصی کشاورزی و منابع طبیعی در ایران آغاز شد.

## رؤسای دانشگاه از بدو تأسیس تا کنون
- مهندس محمد عابدی
- دکتر ناصر مجتهدی
- دکتر مرتضی خاوری (دو دوره)
- مهندس محمود حیدربیگی
- دکتر نصرت‌اله رأفت‌نیا
- دکتر محسن ساوری (دو دوره)
- دکتر حسین رسالتی
- دکتر ابوالقاسم کمالی
- دکتر علی‌اکبر عنایتی
- دکتر محسن محسنی ساوری
- دکتر نورمحمد تربتی‌نژاد
- دکتر عبدالحسین طاهری
- دکتر رامین رحمانی
- دکتر علی نجفی‌نژاد[۵]
- دکتر شعبان شتایی جویباری
- دکتر ابوالقاسم خزاعیان

## اعضای هیئت علمی
تعداد اعضای هیئت علمی این دانشگاه ۲۰۲ نفر است که ۹۵٪ آنان دارای مرتبه استادیاری و بالاتر هستند.

## مجله‌ها و نشریات
در این دانشگاه هفده نشریه تخصصی به صورت ادواری و منظم منتشر می‌شود که یازده نشریه دارای درجه علمی پژوهشی، یک نشریه ثبت شده در اندکس ISI و یک نشریه با درجه علمی- ترویجی است.

### لیست مجله‌ها و نشریات
- Iranian Journal of Aquatics Research
- Int. J. Lignocellulosic Products
- International Journal of Plant Production
- International Journal of Environmental Resources Research
- Poultry Science Journal
- کارآفرینی در کشاورزی
- زیستن در محیط زیست
- پژوهش‌های علوم و فناوری چوب و جنگل
- مجله پژوهش‌های حفاظت آب و خاک
- مجله پژوهش‌های تولید گیاهی
- مجله بهره‌برداری و پرورش آبزیان
- مجله الکترونیک تولید گیاهان زراعی
- مجله مرتعداری
- مجله مدیریت خاک و تولید پایدار
- نشریه حفاظت و بهره‌برداری از منابع طبیعی
- نشریه پژوهش در نشخوار کنندگان
- نشریه فرآوری و نگهداری مواد غذایی

## دانشکده‌ها
- دانشکده شیلات و محیط زیست
- دانشکده مرتع و آبخیزداری
- دانشکده علوم جنگل
- دانشکده مهندسی چوب و کاغذ
- دانشکده صنایع غذایی
- دانشکده علوم دامی
- دانشکده تولید گیاهیِ
- دانشکده مهندسی آب و خاک
- دانشکده مدیریت کشاورزی

## رشته
در دانشگاه علوم کشاورزی و منابع طبیعی گرگان فرصت تحصیل از کارشناسی تا دکتری در رشته‌های کاربردی و مفید برای علاقه‌مندان به مشاغل مهندسی کشاورزی و منابع طبیعی فراهم است.